# Ferida
|  | Per a altres significats, vegeu «Ferida (desambiguació)». |

Una  ferida  és una lesió que es produeix en el cos d'un ésser humà o animal. Pot ser produïda per múltiples raons, encara que generalment és degut a cops o esquinços a la pell. Depenent de la seva gravetat, és necessària assistència mèdica. El terme nafra és més apropiat per a designar una úlcera, de la pell.
És tota pèrdua de continuïtat en la pell (el que s'anomena "solució de continuïtat"), secundària a un traumatisme. Com a conseqüència de l'agressió d'aquest teixit hi ha risc d'infecció i possibilitat de lesions en òrgans o teixits adjacents: músculs, nervis, vasos sanguinis, etc.
Les ferides poden ser greus en funció d'una o diverses d'aquestes característiques:
- Profunditat.
- Extensió.
- Localització.
- Brutícia evident, cossos estranys o signes d'infecció.

## Classificació
Segons el nivell de contaminació, una ferida es pot classificar en:
- Ferida neta: feta en condicions estèrils on no hi ha organismes presents, i és probable que la pell cicatritzi sense complicacions.
- Ferida contaminada: generalment resultant d'una lesió accidental; hi ha organismes patògens i cossos estranys a la ferida.
- Ferida infectada o colonitzada: la ferida té organismes patògens presents i en creixement, que donen signes clínics d'infecció (aspecte groc, dolor, envermelliment, presència de pus).

### Oberta
Les ferides obertes es poden classificar segons l'objecte que va causar la ferida:
- Incisions o ferides incises: causades per un objecte net i de vores afilades produïdes per un ganivet, navalla o estella de vidre.
- Laceracions: ferides irregulars semblants a una llàgrima causades per alguna contusió. Les laceracions i les incisions poden semblar lineals (regulars) o estelades (irregulars).[2]
- Abrasions (rascades): ferides superficials en les quals es raspa la capa superior de la pell (l'epidermis). Les abrasions sovint són causades per una caiguda lliscant sobre una superfície rugosa com ara asfalt, escorça d'arbre o formigó.
- Avulsions: lesions en les quals una estructura corporal es desprèn per força des del seu punt normal d'inserció (un arrancament). Un tipus d'amputació on l'extremitat s'extreu en lloc de tallar-la.
- Ferides punxants: causada per un objecte que perfora la pell, com ara una estella, punxa o agulla.
- Ferides penetrants – causades per un objecte com un ganivet que entra i surt de la pell.
- Ferides per arma de foc: causades per una bala o un projectil similar que entra o travessa el cos. Pot haver-hi dues ferides, una al lloc d'entrada i una altra al lloc de sortida, generalment anomenada "a través i a través".
- Ferides crítiques: incloses les grans cremades. Aquestes ferides poden provocar alteracions hidroelectrolítiques greus (com ara pèrdua de líquids, desequilibris electròlits) i metabòliques (augment del catabolisme).[3][4][5]

### Tancada
Sense pèrdua de la continuïtat de la pell, almenys inicialment.
- Hematomes (o tumor de sang) - causat per danys a un vas sanguini que al seu torn fa que la sang s'acumuli sota la pell.
  - Els hematomes que s'originen a partir de la patologia dels vasos sanguinis interns són les petèquies, púrpures i equimosis. Les diferents classificacions es basen en la mida.
  - Els hematomes que s'originen a partir d'una font externa de trauma són les contusions.
- Traumatisme per aixafament: causada per una força gran o extrema aplicada durant un llarg període.

## Primers auxilis en cas de ferides lleus
Protecció personal o normes de bioseguretat:
- Guants quirúrgics per evitar contagis
- Desinfecció del material de cures.
- Desinfecció de les mans del socorrista.
- Neteja de la ferida amb aigua i sabó, del centre a la perifèria. Si la ferida és profunda, utilitzar sèrum fisiològic per a la seva neteja.  No és recomanable utilitzar alcohol , ja que aquest produeix vasodilatació. Utilitzar desinfectant en escuma per a la seva desinfecció perifèrica (no en la ferida) i precaució en utilitzar aigua oxigenada perquè destrueix als teixits (necrosi tissular).
- Si la separació de vores és important, la ferida necessitarà sutura per un facultatiu, si és el cas, anar al centre assistencial més proper. Si no és així, pinzellar amb un antisèptic i deixar a l'aire. Si sagna, posar un embenat (gases subjectes amb una bena no gaire ajustada).
- Recomanar la vacunació contra el tètanus sempre que no l'hagi aplicat.

## Primers auxilis en cas de ferides greus
- Fer l'avaluació inicial de la víctima.
- Controlar l'hemorràgia i prevenir l'aparició del xoc.
- Cobrir la ferida amb un apòsit estèril i procurar el trasllat en la posició adequada, controlant les constants vitals.
- NO extreure cossos estranys enclavats. Fixar-los per evitar que es moguin durant el trasllat de la víctima i causin nous danys a l'interior.

## Casos amb ferides especials
Hi ha casos especials de ferides com: pneumotòrax obert o ferida perforant al tòrax: és la presència d'aire en la cavitat pleural, produïda per l'entrada d'aire des de l'exterior (ferida toràcica), i provoca un dolor intens i dificultat respiratòria.

### Primers auxilis en cas de ferides perforants en tòrax

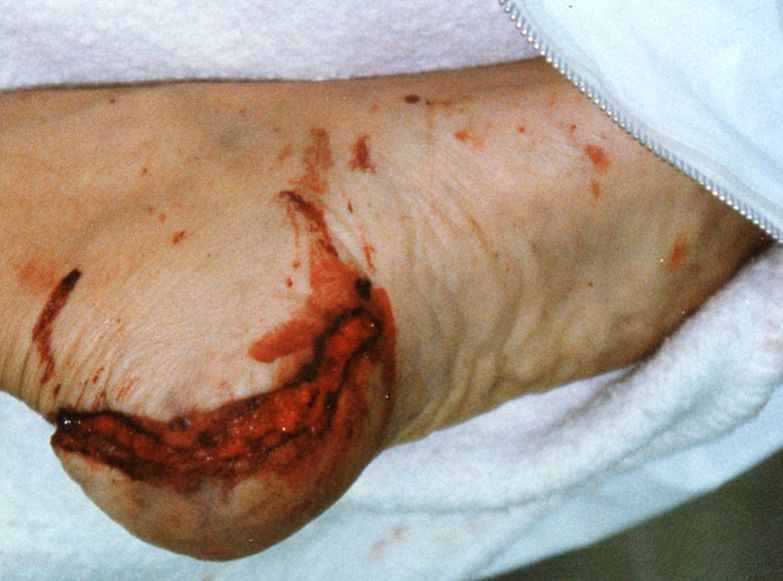
Ferida inciso-contusa al taló

- Tamponament oclusiu parcial (una banda sense tancar).
- Trasllat urgent en posició semiasseguda.
- No extreure cossos estranys allotjats (immobilitzar).
- Vigilar periòdicament les constants vitals.
- No donar beure a la víctima.

### Ferides perforants en abdomen

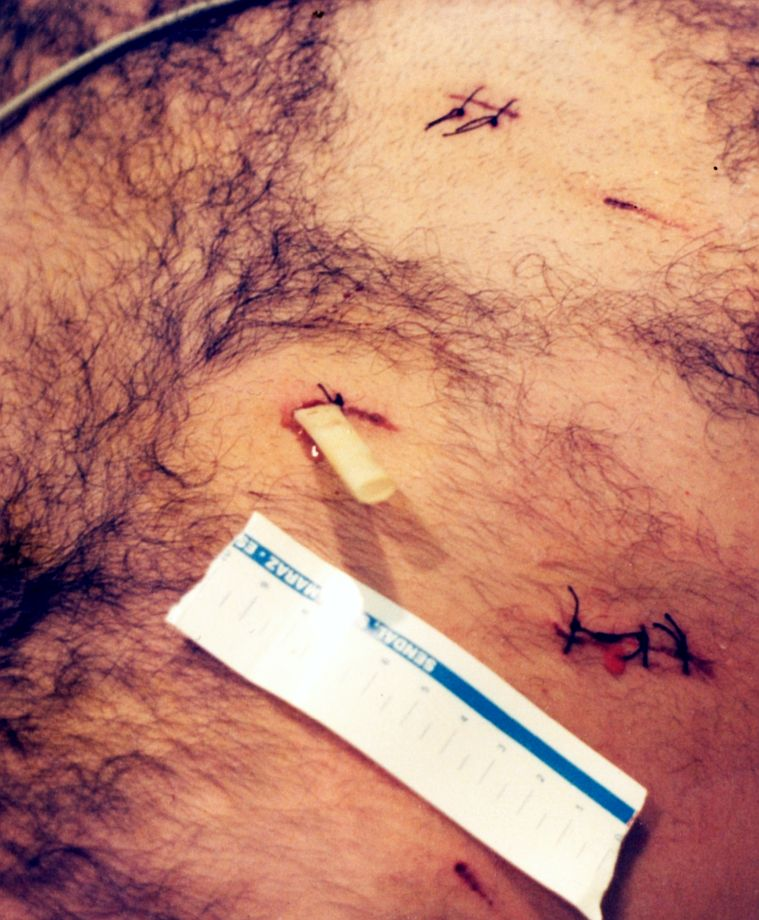
Ferides abdominals penetrants per arma blanca. Sutures i tub de drenatge quirúrgic tipus Penrose.

Les complicacions més freqüents d'aquestes ferides són: 

- Hemorràgia interna: prevenir el xoc hipovolèmic.
- Perforació del tub digestiu.
- Sortida de nanses intestinals.

#### Primers auxilis en cas de ferides abdominals
- Cobrir amb un apòsit estèril (humit).
- Trasllat urgent en posició decúbit supí amb les cames flexionades.
- No extreure cossos estranys allotjats.
- No reintroduir contingut intestinal (cobrir amb apòsit estèril humit).
- No donar res de menjar ni de beure.
- Vigilar amb freqüència les constants vitals.

## Amputacions traumàtiques
Es denomina amputació traumàtica a la pèrdua d'algun membre, o part d'ell, com a conseqüència d'un traumatisme. En aquests casos sol actuar un mecanisme reflex de constricció dels vasos sanguinis produït per la hipotensió, retardant que la persona mori dessagnada (encara que hi ha inevitablement abundant pèrdua de sang).

### Primers auxilis en cas d'amputacions traumàtiques
- A la zona d'amputació s'ha de controlar l'hemorràgia (torniquet, si escau).[7]
- Cada deu minuts de torniquet, deixar anar el torniquet i deixar descansar la zona uns 2 minuts.

#### La part amputada
- Es cobrirà amb apòsits estèrils.
- Es posarà dins d'una bossa de plàstic desinfectada.
- Posar la borsa anterior en una altra bossa o recipient desinfectat amb gel al seu interior.
- Traslladar al costat del lesionat a un centre especialitzat per a la seva reimplant.

## Història

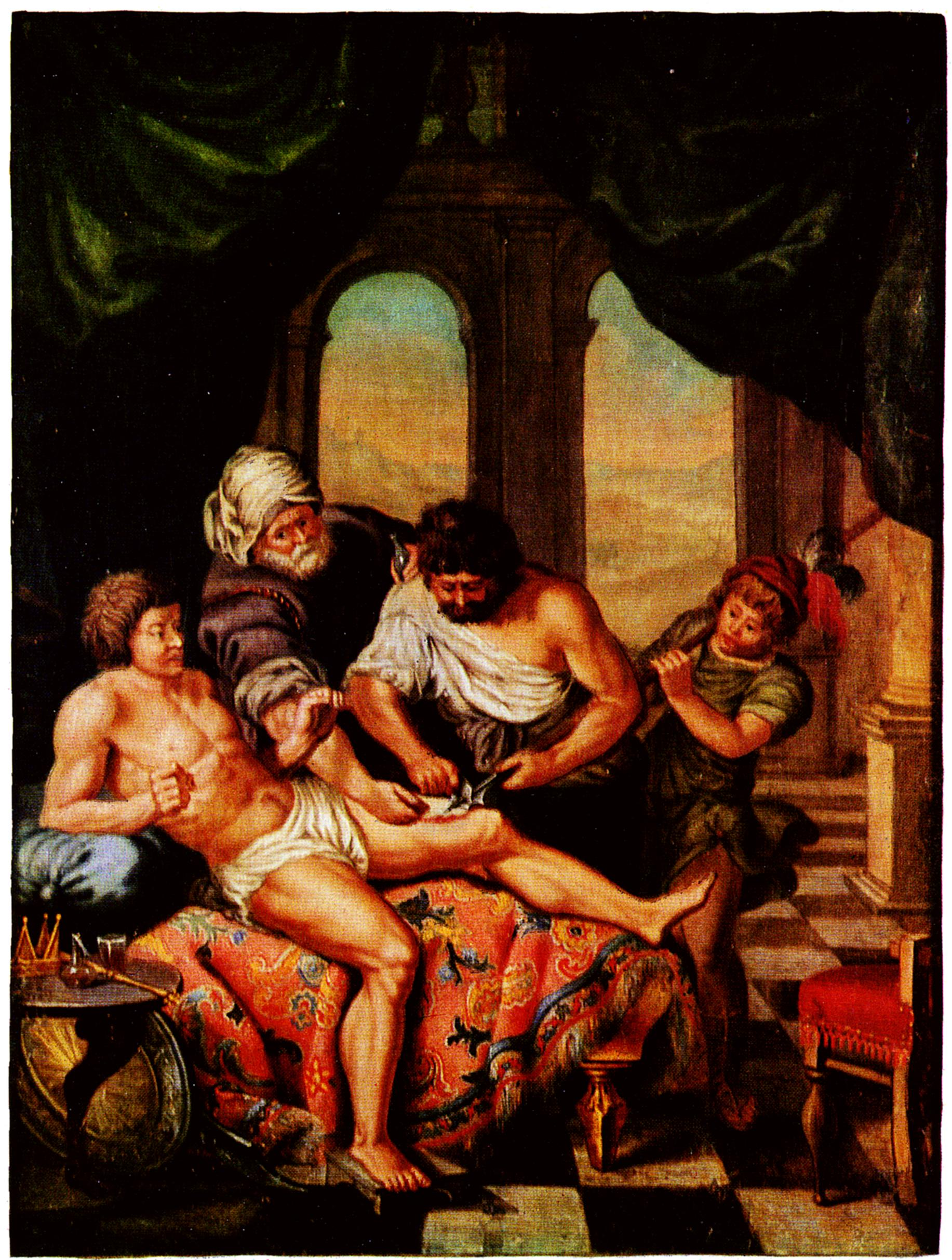
Tractament medieval de la ferida amb granalla (petits retalls de metall) de la seva pròpia llança

Des de l'període clàssic fins al període medieval, es creia que el cos i l'ànima estaven íntimament connectats, basant-se en diverses teories proposades pel filòsof Plató. Es creia que les ferides al cos es correlacionaven amb les ferides de l'ànima i viceversa; les ferides eren vistes com un signe extern d'una malaltia interna. Així, es deia que un home que va ser ferit físicament d'una manera greu es trobava obstaculitzat no només físicament sinó també espiritualment. Si l'ànima estava ferida, aquesta ferida també pot arribar a manifestar-se físicament, revelant el veritable estat de l'ànima. Les ferides també es consideraven escrites a la "tauleta" del cos. Les ferides adquirides a la guerra, per exemple, explicaven la història d'un soldat en una forma que tothom podia veure i entendre, i les ferides d'un màrtir explicaven la història de la seva fe.

## Tractats sobre la cura i tractament de ferides
- 1303. Practica seu Lilium medicinae. Bernard de Gordon.[9][10]
- 1363. La Chirurgia Magna (Gran Cirurgia), nom abreujat de l'Inventarium sive collectorium in parte chirurgicali medicinæ (del llatí, Inventari o col·lectori de la part quirúrgica de la medicina), és el nom de la compilació quirúrgica publicada pel metge occità Gui de Chaulhac el 1363 a Montpeller.[11]
- 1554. Scopletorum sive Archibusorum vulneribus. Alfonso Ferri.[12]
- 1610.[13]
- 1676. Several chirurgical treatises.R, Wiseman.[14]
- 1721. Bibliotheca chirurgica.[15]
- 1789. Tratado de las heridas de armas de fuego.[16]
- 1799.[17]
- 1871.[18]
- 1938. Tractament actual de les ferides de guerra, editat per la Generalitat de Catalunya, que es traduí al castellà, al francès i a l'anglès.
- 1995.[19]

### Divulgatius i introductoris
- «Espai escoles: Petites ferides».   Col·legi de farmacèutics de Barcelona, 01-06-2009.